# Шерзер, Макс
Максвелл Мартин Шерзер (англ. Maxwell Martin Scherzer; 27 июля 1984, Честерфилд, Миссури) — американский бейсболист, питчер клуба Главной лиги бейсбола «Техас Рейнджерс». Восьмикратный участник Матча всех звёзд лиги. Обладатель приза Сая Янга в 2013, 2016 и 2017 годах. Победитель Мировой серии 2019 года в составе «Вашингтон Нэшионалс» и Мировой серии 2023 года в составе «Техас Рейнджерс». В сезоне 2015 года сыграл два ноу-хиттера.

## Ранние годы
Шерзер родился и вырос в Честерфилде, Миссури в семье Джен и Брэда Шерзеров. Макс начал играть в бейсбол в старшей школе Парквей-централ и по окончании обучения был выбран на драфте МЛБ 2003 года в 43 раунде клубом «Сент-Луис Кардиналс». Однако Шерзер решил не подписывать с командой контракт, а продолжить обучение. Он поступил в Университет Миссури, в составе которого в 2005 году он получил награду Питчер года конференции Big 12. По окончании обучения в 2006 году он уже был выбран в первом раунде драфта под общим 11 номером клубом «Аризона Даймондбэкс». 9 января 2012 года руководство университета Миссури объявило, что Шерзер наряду с ещё пятью бывшими студентами будет включён в спортивный Зал славы университета.

## Профессиональная карьера
В декабре 2021 года Шерзер подписал трёхлетний контракт на сумму 130 млн долларов с клубом «Нью-Йорк Метс».

## Стиль игры
Шерзер в основном использует четыре подачи: фастбол со скоростью 94-95 миль в час, слайдер — 85-86 миль в час, ченджап — 82-85 миль в час и кёрвбол — 78-79 миль в час. Не считая фастоболов, против праворуких отбивающих Шерзер в основном использует слайдер, а против леворуких — ченджап. Также примерно четыре раза за матч он бросает кёрвбол.

## Личная жизнь
У Макса Шерзера был единственный младший брат Алекс, который летом 2012 года совершил самоубийство. Алекс увлекался анализом бейсбольной статистики и саберметрикой. Именно от него Макс узнал насколько саберметрика полезна и применял её в качестве инструмента по улучшению своей игры. После смерти брата Шерзер стал посвящать каждую игру ему.
У Шерзера гетерохромия — радужная оболочка его глаз отличается по цвету: его правый глаз синего цвета, а левый — коричневого. 12 июня 2011 года «Детройт Тайгерс» выпустили игрушку-баблхед, изображающую игрока, которая правильно отражает его особенность.